# Dietrich Eckart
Dietrich Eckart (ur. 23 marca 1868, zm. 26 grudnia 1923) – niemiecki dziennikarz, pisarz i polityk, jeden z głównych przywódców NSDAP w jej wczesnym okresie, uczestnik puczu monachijskiego, członek Towarzystwa Thule. Tłumacz Peer Gynta Henrika Ibsena na język niemiecki. Od grudnia 1918 wydawał antysemicki tygodnik „Auf gut deutsch”. Protektor i przyjaciel Adolfa Hitlera, umożliwił następnie Franzowi Ritterowi von Eppowi przejęcie „Völkischer Beobachter”. Następnie redaktor naczelny tej gazety w latach 1921–1923.

## Życiorys

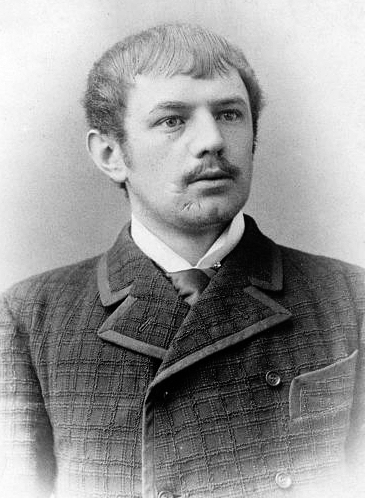
Dietrich Eckart, ok. 1890

Studiował medycynę, nie ukończył jednak studiów. Pracował jako dziennikarz, pisał także wiersze, opowiadania i dramaty teatralne. Jego pierwszy dramat został opublikowany w 1904, nie zdobył jednak popularności, sztukę wystawiono dopiero w okresie III Rzeszy. Przez długi czas mieszkał w Berlinie. W 1913 przeniósł się do Monachium, gdzie mieszkał do końca życia.
W latach 1918–1921 wydawał tygodnik polityczny „Auf gut deutsch”. Nakład wynosił 30 tys. egzemplarzy. Na łamach tygodnika krytykował rewolucje listopadową w Niemczech. Uważał ją za żydowski spisek. Głosił poglądy antysemickie, nacjonalistyczne, atakował władze Monachium. Wspólnie z Antonem Drexlerem założył Niemiecką Partię Robotników (DAP), partia później zostanie przemianowana na NSDAP. W DAP zetknął się z Adolfem Hitlerem. Od 1921, wspólnie z Alfredem Rosenbergiem, był redaktorem „Völkischer Beobachter”, gazety wydawanej przez NSDAP. W 1924 ukazała się jego broszura Bolszewizm od Mojżesza do Lenina – moja rozmowa z Hitlerem, w której głosił, że komunizm jest żydowskim spiskiem, a Mojżesz był starożytnym odpowiednikiem Lenina. Antysemickie idee z tego traktatu były wykorzystywane przez Hitlera w działalności politycznej.
Eckart był jednym z najważniejszych ideologów wczesnej fazy rozwoju NSDAP. Ukuł hasło Niemcy przebudźcie się! (niem. Deutschland Erwache!), które później stało się refrenem hymnu nazistowskiej bojówki SA, zredagował punkt 24 programu NSDAP dotyczący chrześcijaństwa. Uważał, że wzorem dla ruchu nazistowskiego powinien być Jezus, sprzeciwiał się nurtom pogańskim i anty-chrześcijańskim. Hitler uważał Eckarta za swojego mentora, pod koniec Mein Kampf złożył mu hołd twierdząc, że Eckart był jednym z największych bohaterów ruchu nazistowskiego.
W młodości był uzależniony od morfiny, był też uzależniony od alkoholu. Chorował jeszcze przed puczem monachijskim (listopad 1923). Zmarł na zawał serca 26 grudnia 1923. Propaganda nazistowska podawała, że śmierć była skutkiem złego traktowania w więzieniu, do którego trafił po puczu.

## Upamiętnienie
W 1937 roku w Ośnie Lubuskim (ówczesne Drossen) zbudowano na jego cześć kamienną wieżę widokową, nazwaną Wieżą Eckarta (niem. Eckart-Turm).